# Oxira pallidimargo
Oxira pallidimargo là một loài bướm đêm trong họ Noctuidae.